# HMS Crescent (1892)
HMS Crescent byl křižník první třídy třídy Edgar. On a jeho sesterská loď HMS Royal Arthur byly vybudovány v trochu odlišném stylu a někdy byly považovány za samostatnou třídu. Byl vybudován v Portsmouthu a spuštěna na vodu 30. března 1982. Sloužil v první světové válce a 22. září 1921 byl prodán.